# 史匹堡 (馬)
史匹堡（日语：スピルバーグ），是日本純種競賽馬匹。生涯活躍於中距離賽事，曾勝出2014年秋季天皇賞。

## 出賽前
2009年5月12日出身於北海道千歲市社台牧場，成長途中被馬主山本英俊購入。
其後交由栗東訓練中心練馬師藤澤和雄訓練。

## 競賽生涯

### 2歲
2011年10月15日出戰2歲新馬戰，比賽途中保持於中團位置下在直路以凌厲姿態加速，最終以頸位優勢壓贏對手取得首勝。

### 3歲
2012年首戰爲3歲500萬獎金以下條件戰，雖然於其中跑出全場最快末腳，但仍然無法縮窄和前方超常駿驥的距離，最終被拉開2馬位的差距落敗。
其後出戰共同通信盃、3歲500萬獎金以下條件戰及每日盃，表現不俗下跑出兩季一第四的全入板戰績。
5月5日出戰公開賽主席錦標，本次比賽選擇留後下於初段處於最後方等待時機，並於第三彎道前稍爲發力推前。進入直路後，其以凌厲的姿態在外檔位置加速，最終超越前方所有賽駒下以1 3/4馬位取勝。
5月27日乘勢出戰東京優駿（日本打吡），然而一直停留於後方位置下無法順利衝出，最終沉沒於馬群之中以第十四大敗。
打吡過後其並未出戰秋季的賽事，而是進入長達1年的休養。

### 4歲
2013年8月於條件戰級別的賽事復出出戰日高特別，但再度未能順利加速之下以第六落敗。
其後出戰神奈川新聞盃及十一月錦標，狀態回復加上其成功跑出優秀末腳，因而奪得兩連勝。

### 5歲
2014年年初再次休養後於5月出戰五月錦標，比賽初段一直保持於後方位置，進入直路後隨即以輕鬆的姿態一舉加速超越所有對手取得勝利。
贏得五月錦標後原定於夏季出戰葉森盃，但由於患有骨瘤以避戰並進入休養。
休養完成後於10月12日出戰每日王冠，比賽初段其以穩定的節奏保持於中團靠後位置，並於直路上以不俗的衝刺力展開加速，可惜未能扭轉局面下仍然敗於Air Saumur及山嶺之光取得第三。
其後出戰秋季天皇賞，雖然其僅勝出公開賽級別的賽事，但賽前僅落後於明媚島、貴婦人、超常駿驥及神威啟示取得第五人氣。比賽開始後，機伶獵駒搶佔位置率先帶出，明媚島及貴婦人於先頭位置推進，神威啟示處於中團位置，而史匹堡及超常駿驥則於較後追走。比賽途中，其一直順應騎師北村宏司的指示保持穩定且緩慢的節奏推進，因而通過最後彎道時候其仍然處於第十二的位置。然而進入直路後，其於外檔位置突然爆發衝出衝刺，轟出後600米33.7秒末腳之下瞬間將前方先行集團蠶食殆盡，最終以3/4馬位優勢壓贏貴婦人取得首個一級初賽冠軍，亦爲馬主山本英俊帶來首個一級賽頭銜。

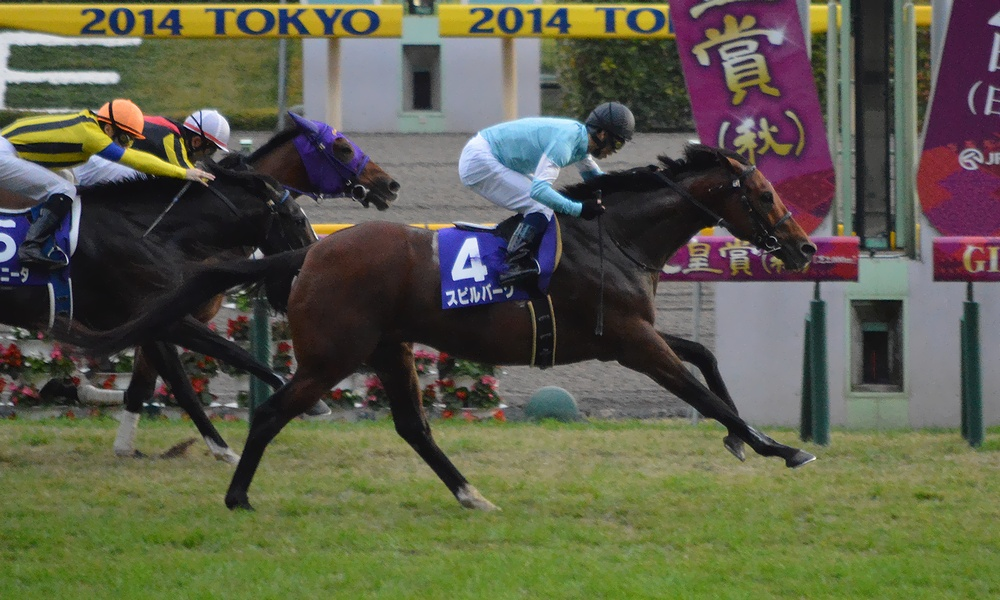
出戰秋季天皇賞的史匹堡

11月30日出戰日本盃，比賽途中繼續採取後上戰術，並於比賽途中一直保持此節奏停留於後方。進入直路後，縱然其以優秀的反應跑出全場最快末腳，但仍然因初段留得太後而無法對前方賽駒造成顯著威脅，最終敗於神威啟示及一路通下以第三完賽。

### 6歲
2015年年初，陣營發表遠征英國的計劃，並以4月的產經大阪盃作爲熱身。比賽開始後，其緩慢地於後方位置追走，進入直路後展現不俗的加速力不斷爬升，最終跑獲一席第四的入板戰績。
其後按照計劃實行遠征計劃，和廄侶利祿殊及大滿月一同於5月抵達英國並以6月的威爾斯親王錦標作爲目標。然而於本次比賽，其受到雅士谷馬場較硬賽道的影響無法發揮最大實力，最終僅以第六完賽。
回國後其出戰每日王冠及秋季天皇賞，然而狀態下滑之下均於其中以第十大敗。
賽後陣營認爲其實力巔峰期已過，遂安排其退役並於11月8日取消日本中央競馬會的賽駒註冊。

### 詳細賽績
| 日期       | 舉辦國家 | 馬場   | 距離   | 級別 | 賽事名稱         | 負重 | 騎師     | 馬號 | 出馬 | 名次 | 時間     | 頭馬（二馬）      |
| ---------- | -------- | ------ | ------ | ---- | ---------------- | ---- | -------- | ---- | ---- | ---- | -------- | ----------------- |
| 10/15/2011 | 日本     | 東京   | 草2000 |      | 2歲新馬          | 55   | 北村宏司 | 7    | 7    | 1    | 2:08.2   | （攻其不備）      |
| 29/1/2012  | 日本     | 東京   | 草2000 |      | 3歲500萬獎金以下 | 56   | 北村宏司 | 6    | 14   | 2    | 2:01.2   | 超常駿驥          |
| 12/2/2012  | 日本     | 東京   | 草1800 | GIII | 共同通信盃       | 57   | 北村宏司 | 8    | 11   | 3    | 1:48.6   | 黃金船            |
| 11/3/2012  | 日本     | 中山   | 草2000 |      | 3歲500萬獎金以下 | 56   | 内田博幸 | 6    | 11   | 4    | 2:09.4   | Meiner Karmin     |
| 24/3/2012  | 日本     | 阪神   | 草1800 | GIII | 每日盃           | 56   | 四位洋文 | 4    | 13   | 3    | 1:49.8   | 以史為鑑          |
| 5/5/2012   | 日本     | 東京   | 草2000 | OP   | 主席錦標         | 56   | 内田博幸 | 8    | 17   | 1    | 2:00.9   | （Laurel Bullet） |
| 27/5/2012  | 日本     | 東京   | 草2400 | GI   | 東京優駿         | 57   | 横山典弘 | 1    | 18   | 14   | 2:25.4   | 華麗輝煌          |
| 11/8/2013  | 日本     | 函館   | 草2000 |      | 日高特別         | 57   | 丸山元氣 | 3    | 13   | 6    | 2:03.2   | 解密精英          |
| 13/10/2013 | 日本     | 東京   | 草1800 |      | 神奈川新聞盃     | 57   | 北村宏司 | 3    | 11   | 1    | 1:45.8   | （Festive Taro）  |
| 10/11/2013 | 日本     | 東京   | 草1800 |      | 十一月錦標       | 56   | 北村宏司 | 6    | 15   | 1    | 1:47.4   | （Queen Olive）   |
| 24/5/2014  | 日本     | 東京   | 草1800 | OP   | 五月錦標         | 55   | 北村宏司 | 13   | 18   | 1    | 1:45.4   | （Aroma Cafe）    |
| 12/10/2014 | 日本     | 東京   | 草1800 | GII  | 每日王冠         | 56   | 北村宏司 | 8    | 15   | 3    | 1:45.3   | Air Saumur        |
| 2/11/2014  | 日本     | 東京   | 草2000 | GI   | 秋季天皇賞       | 58   | 北村宏司 | 4    | 18   | 1    | 1:59.7   | （貴婦人）        |
| 30/11/2014 | 日本     | 東京   | 草2400 | GI   | 日本盃           | 57   | 北村宏司 | 15   | 18   | 3    | 2:23.9   | 神威啟示          |
| 5/4/2015   | 日本     | 阪神   | 草2000 | GI   | 產經大阪盃       | 58   | 北村宏司 | 12   | 14   | 4    | 2:03.8   | 命運女神          |
| 17/6/2015  | 英國     | 雅士谷 | 草2000 | GI   | 威爾斯親王錦標   | 57   | 蘇銘倫   | 7    | 9    | 6    | 紀錄缺失 | 鷹揚晴空          |
| 11/10/2015 | 日本     | 東京   | 草1800 | GII  | 毎日王冠         | 58   | 北村宏司 | 12   | 13   | 10   | 1:46.4   | 榮進之光          |
| 1/11/2015  | 日本     | 東京   | 草2000 | GII  | 秋季天皇賞       | 58   | 北村宏司 | 17   | 18   | 10   | 1:59.2   | 朗日清天          |

## 退役後
退役後，史匹堡成爲了配種馬，於北海道安平町社台Stallion Station休養，在2016年進行配種，首批子嗣於2017年出生。可於2019年出賽。
2018年12月被轉移至北海道日高町育馬者Stallion Station，於來年在此地進行配種。
2020年10月再度被轉移至北海道浦河町East Stud，將於2021年在此處繼續配種工作。
2022年第三度被轉移陣地，前往青森縣東北町東北牧場休養。

## 血統簡介
父系大震撼爲日本賽駒，爲日本賽馬史上第二匹無敗三冠馬，生涯出戰十四場賽事僅得兩場未能勝出，退役後配種成績亦極爲優秀。祖父週日寧靜是美國三冠賽雙冠馬，退役後在日本配種，在日本馬壇相當成功，贏得多項分級賽事，其子嗣贏得巨額獎金。
母系Princess Olivia爲美國賽駒，生涯戰績不佳僅勝出三場賽事。Lycius爲美國生產的法國賽駒，生涯戰績優秀，曾勝出一級賽中央公園錦標，亦於二千堅尼錦標、傑克莫華大賽、七月盃及撒拉曼德大賽四場一級賽跑獲亞軍。

### 血統表
| 父線：週日寧靜系（Halo系）                              |                            |                |                 |
| 種馬 大震撼 2002年（棗色）                              | 週日寧靜 1986年（棕色）    | Halo           | Hail to Reason  |
| 種馬 大震撼 2002年（棗色）                              | 週日寧靜 1986年（棕色）    | Halo           | Cosmah          |
| 種馬 大震撼 2002年（棗色）                              | 週日寧靜 1986年（棕色）    | Wishing Well   | Understanding   |
| 種馬 大震撼 2002年（棗色）                              | 週日寧靜 1986年（棕色）    | Wishing Well   | Mountain Flower |
| 種馬 大震撼 2002年（棗色）                              | 風中秀髮 1991年（棗色）    | Alzao          | 利法爾          |
| 種馬 大震撼 2002年（棗色）                              | 風中秀髮 1991年（棗色）    | Alzao          | Lady Rebecca    |
| 種馬 大震撼 2002年（棗色）                              | 風中秀髮 1991年（棗色）    | Burghclere     | Busted          |
| 種馬 大震撼 2002年（棗色）                              | 風中秀髮 1991年（棗色）    | Burghclere     | Highclere       |
| 繁殖雌馬 Princess Olivia 1995年（栗色）                 | Lycius 1988年（栗色）      | 淘金者         | Raise a Native  |
| 繁殖雌馬 Princess Olivia 1995年（栗色）                 | Lycius 1988年（栗色）      | 淘金者         | Gold Digger     |
| 繁殖雌馬 Princess Olivia 1995年（栗色）                 | Lycius 1988年（栗色）      | Lypatia        | 利法爾          |
| 繁殖雌馬 Princess Olivia 1995年（栗色）                 | Lycius 1988年（栗色）      | Lypatia        | Hypatia         |
| 繁殖雌馬 Princess Olivia 1995年（栗色）                 | Dance Image 1990年（棗色） | 鞍匠井         | 北地舞人        |
| 繁殖雌馬 Princess Olivia 1995年（栗色）                 | Dance Image 1990年（棗色） | 鞍匠井         | Fairy Bridge    |
| 繁殖雌馬 Princess Olivia 1995年（栗色）                 | Dance Image 1990年（棗色） | Diamond Spring | Vaguely Noble   |
| 繁殖雌馬 Princess Olivia 1995年（栗色）                 | Dance Image 1990年（棗色） | Diamond Spring | Dumfries        |
| 雌系：Goofed系（號族：17-b）                            |                            |                |                 |
| 五代內近親交配：利法爾 4×4 、北地舞人 5×5×4、Goofed 5×5 |                            |                |                 |

## 命名由來
名字Spielberg（スピルバーグ），即是美國著名導演史提芬·史匹堡的姓氏。

## 外部連結
- 史匹堡 netkeiba.com （页面存档备份，存于）
- 血統表